# José de Sousa Guimarães
José de Sousa Guimarães OA (Braga, Real, 13 de Novembro de 1871 – 26 de Junho de 1946) foi médico em Arcos de Valdevez. Também se devotou à actividade política, tendo sido Administrador do Concelho de Arcos de Valdevez, e Presidente da Comissão Municipal Republicana no mesmo concelho, depois da implantação da República. Em 1908, havia casado nos Arcos, com Ester Nunes de Azevedo.

## Formação
Sousa Guimarães, mais conhecido em Arcos de Valdevez por “Dr. Guimarães”, frequentou o Seminário de Braga de 1890 a 1893, tendo sido ordenado Diácono. Todavia, abandonou a vida religiosa, tendo conseguido a dispensa da obrigação celibatária pela Santa Sé, a fim de poder contrair matrimónio.
Frequentou então a Escola Médico-Cirúrgica do Porto, onde concluiu a sua formatura em Medicina e Cirurgia em 1905.

## Actividade profissional
Foi director clínico do Sanatório do Seixoso, na Lixa, e exerceu o cargo de Facultativo Municipal no concelho de Arcos de Valdevez.

## Actividade política
Foi um dos fundadores do Núcleo da Aliança Republicana-Socialista de Arcos de Valdevez, em 1931, tendo integrado a sua comissão executiva. Foi vice-cônsul de Portugal em Brest, a partir de Setembro de 1919, cargo que exerceu até 1928. Recebeu condecorações pela sua acção na I Grande Guerra, onde foi Capitão, como a de Oficial da Ordem Militar de Avis (31 de Dezembro de 1919), sendo também distinguido pelo governo francês com a condecoração da Ordem Nacional da Legião de Honra. Escreveu em vários jornais e revistas – A Pátria, A Montanha, Diário do Norte, Seara Nova, A Concórdia, Almanaque Arcuense, Alvorada e a Voz do Minho. Em 1925-26, publicou “Erros de História” e “Lógica Integralista”.
Foi homenageado em 2010, Nas comemorações do Centenário da República em Arcos de Valdevez.